# (13321) 1998 RC80
A (13321) 1998 RC80 a Naprendszer kisbolygóövében található aszteroida. A LINEAR projekt keretében fedezték fel 1998. szeptember 14-én.